# Thomsonfly
A Thomsonfly é uma companhia aérea de baixo custo do Reino Unido. Também opera voos charter, pertencente ao conglomerado TUI AG. Seu nome original era Britannia Airways, tendo sido mudado em 2005.